# Lissonota qilianica
Lissonota qilianica là một loài tò vò trong họ Ichneumonidae.